# (6526) Matogawa
(6526) Matogawa es un asteroide perteneciente al cinturón de asteroides, región del sistema solar que se encuentra entre las órbitas de Marte y Júpiter.
Fue descubierto el 1 de octubre de 1992 por Kin Endate y Kazuro Watanabe desde el observatorio de Kitami.

## Designación y nombre
Designado provisionalmente como 1992 TY, fue nombrado en honor a Yasunori Matogawa (nacido en 1942), quien es especialista en ingeniería de trayectorias de cohetes y actual jefe de la Oficina de Cooperación Externa del Instituto de Ciencia Espacial y Astronáutica de Tokio, que trabaja para informar al público sobre la tecnología espacial.

## Características orbitales
Matogawa está situado a una distancia media del Sol de 2,216 ua, pudiendo alejarse hasta 2,614 ua y acercarse hasta 1,817 ua. Su excentricidad es 0,180 y la inclinación orbital 5,122 grados. Emplea 1204,63 días en completar una órbita alrededor del Sol.

## Características físicas
La magnitud absoluta de Matogawa es 13,73. Tiene 4,985 km de diámetro y su albedo se estima en 0,215.